# Saint-Clair-du-Rhône
Saint-Clair-du-Rhône és un municipi francès situat al departament de la Isèra i a la regió d'Alvèrnia-Roine-Alps. L'any 2007 tenia 3.868 habitants.

## Demografia

### Població
El 2007 la població de fet de Saint-Clair-du-Rhône era de 3.868 persones. Hi havia 1.440 famílies de les quals 322 eren unipersonals (127 homes vivint sols i 195 dones vivint soles), 438 parelles sense fills, 561 parelles amb fills i 119 famílies monoparentals amb fills.
La població ha evolucionat segons el següent gràfic:
Habitants censats

### Habitatges
El 2007 hi havia 1.543 habitatges, 1.475 eren l'habitatge principal de la família, 13 eren segones residències i 54 estaven desocupats. 1.279 eren cases i 225 eren apartaments. Dels 1.475 habitatges principals, 1.068 estaven ocupats pels seus propietaris, 366 estaven llogats i ocupats pels llogaters i 41 estaven cedits a títol gratuït; 32 tenien una cambra, 58 en tenien dues, 196 en tenien tres, 522 en tenien quatre i 668 en tenien cinc o més. 1.126 habitatges disposaven pel capbaix d'una plaça de pàrquing. A 569 habitatges hi havia un automòbil i a 756 n'hi havia dos o més.

### Piràmide de població
La piràmide de població per edats i sexe el 2009 era:
| Homes | Edats   | Dones |
| ----- | ------- | ----- |
| 0     | 95 o +  | 0     |
| 4     | 90 a 94 | 28    |
| 0     | 85 a 89 | 20    |
| 16    | 80 a 84 | 24    |
| 32    | 75 a 79 | 64    |
| 76    | 70 a 74 | 72    |
| 96    | 65 a 69 | 80    |
| 76    | 60 a 64 | 68    |
| 68    | 55 a 59 | 100   |
| 132   | 50 a 54 | 104   |
| 100   | 45 a 49 | 132   |
| 132   | 40 a 44 | 132   |
| 168   | 35 a 39 | 144   |
| 120   | 30 a 34 | 164   |
| 112   | 25 a 29 | 92    |
| 112   | 20 a 24 | 80    |
| 120   | 15 a 19 | 140   |
| 196   | 10 a 14 | 104   |
| 172   | 5 a 9   | 168   |
| 60    | 0 a 4   | 116   |

## Economia
El 2007 la població en edat de treballar era de 2.420 persones, 1.782 eren actives i 638 eren inactives. De les 1.782 persones actives 1.627 estaven ocupades (890 homes i 737 dones) i 156 estaven aturades (65 homes i 91 dones). De les 638 persones inactives 204 estaven jubilades, 203 estaven estudiant i 231 estaven classificades com a «altres inactius».

### Ingressos
El 2009 a Saint-Clair-du-Rhône hi havia 1.477 unitats fiscals que integraven 3.948,5 persones, la mediana anual d'ingressos fiscals per persona era de 18.906 €.

### Activitats econòmiques
Dels 125 establiments que hi havia el 2007, 1 era d'una empresa extractiva, 1 d'una empresa alimentària, 1 d'una empresa de fabricació de material elèctric, 18 d'empreses de fabricació d'altres productes industrials, 24 d'empreses de construcció, 21 d'empreses de comerç i reparació d'automòbils, 10 d'empreses de transport, 8 d'empreses d'hostatgeria i restauració, 1 d'una empresa d'informació i comunicació, 5 d'empreses financeres, 3 d'empreses immobiliàries, 7 d'empreses de serveis, 15 d'entitats de l'administració pública i 10 d'empreses classificades com a «altres activitats de serveis».
Dels 38 establiments de servei als particulars que hi havia el 2009, 1 era una gendarmeria, 1 oficina de correu, 2 oficines bancàries, 3 tallers de reparació d'automòbils i de material agrícola, 1 taller d'inspecció tècnica de vehicles, 1 autoescola, 3 guixaires pintors, 8 fusteries, 3 lampisteries, 5 electricistes, 1 empresa de construcció, 3 perruqueries, 5 restaurants i 1 tintoreria.
Dels 6 establiments comercials que hi havia el 2009, 1 era un supermercat, 1 una fleca, 1 una carnisseria, 1 una llibreria, 1 una botiga d'electrodomèstics i 1 una floristeria.
L'any 2000 a Saint-Clair-du-Rhône hi havia 13 explotacions agrícoles que ocupaven un total de 240 hectàrees.

## Equipaments sanitaris i escolars
L'únic equipament sanitari que hi havia el 2009 era una farmàcia.
El 2009 hi havia 2 escoles maternals i 4 escoles elementals.

## Poblacions més properes
El següent diagrama mostra les poblacions més properes.